# Jaunay-Marigny
Jaunay-Marigny község Franciaország Új-Aquitania régiójában, Vienne megyében. Új községként 2017. január 1-jén jött létre Jaunay-Clan és Marigny-Brizay korábbi község egyesítésével. 
Az egyesüléskor az új község lélekszáma 7445 fő lett. Lakosainak száma 7597 fő (2022. január 1.).

## Népesség
| Lakosok száma | 7397 | 7530 | 7587 | 7600 | 7664 | 7687 | 7597 |
|               | 2015 | 2017 | 2018 | 2019 | 2020 | 2021 | 2022 |